# Piedibus

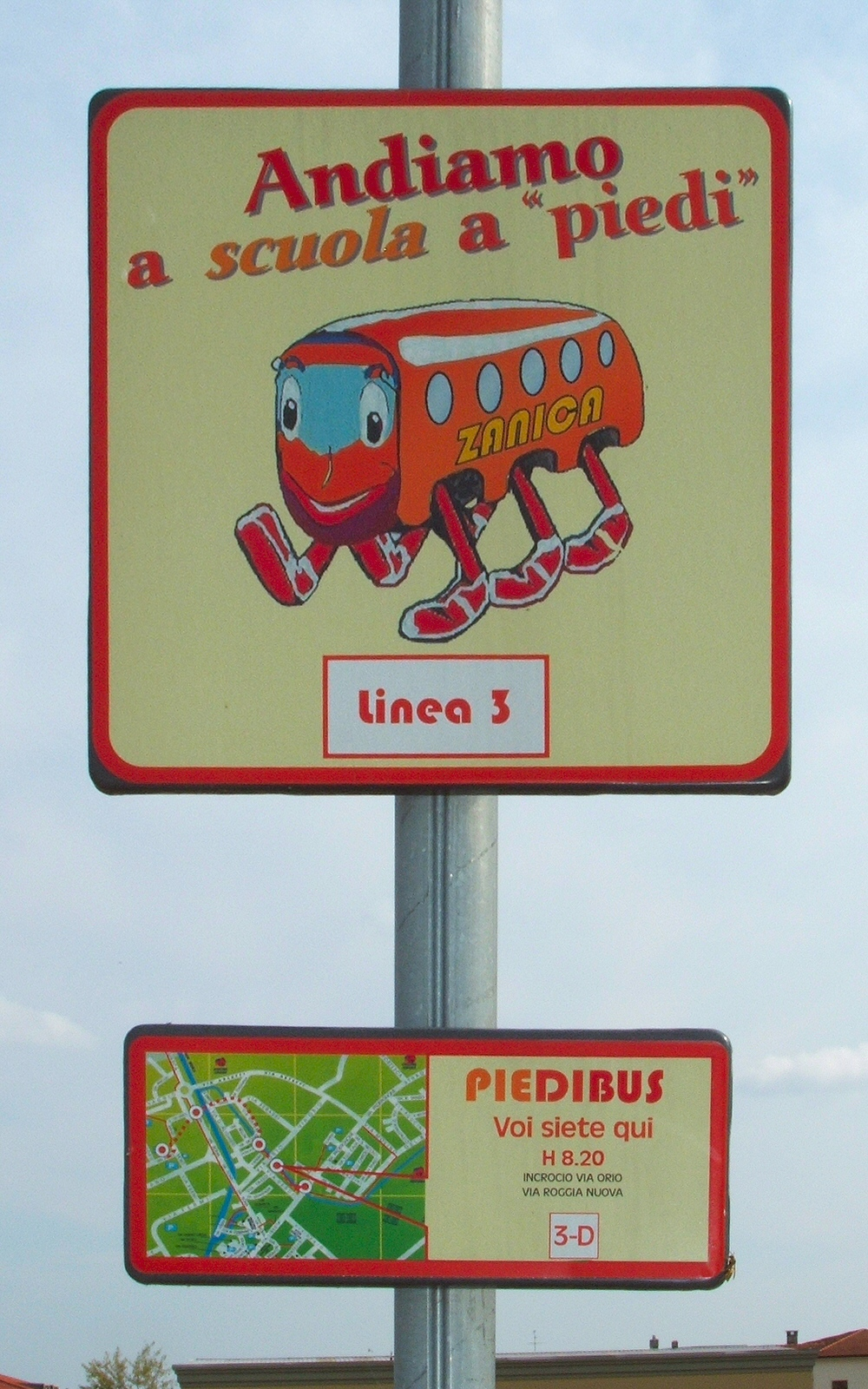
Cartello della fermata del piedibus a Zanica (BG). Notare l'indicazione del percorso, della linea e dell'orario di fermata

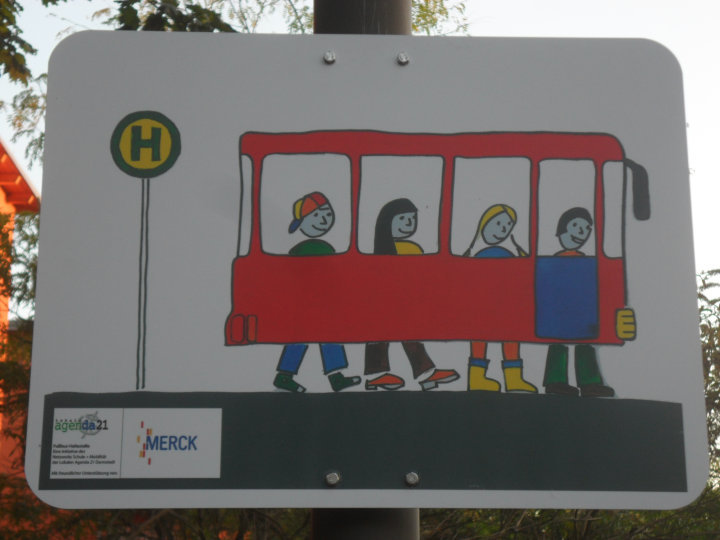
Cartello tedesco della fermata di un piedibus

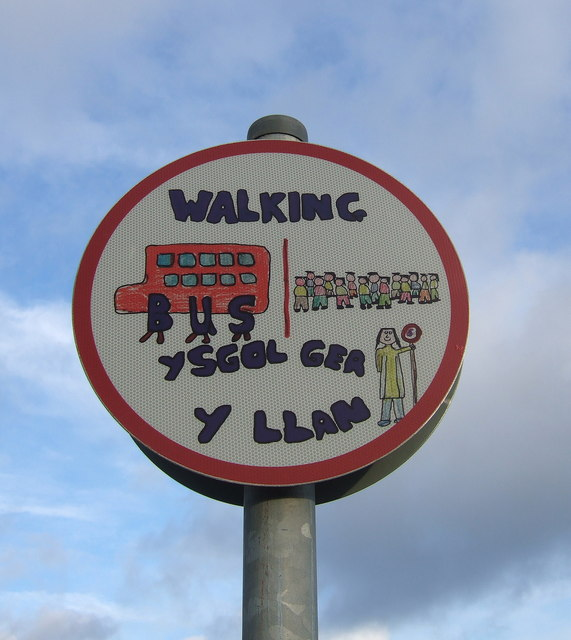
Fermata del pedibus per la scuola di ger y llan (in gallese vicino alla chiesa) nel villaggio di Letterston nella contea del Pembrokeshire in Galles. Il Piedibus che parte da questa fermata permette agli alunni di oltrepassare la vicina e congestionata statale A40 in maniera organizzata e sicura

Il piedibus o pedibus è una forma di trasporto scolastico per gli alunni delle elementari e medie inferiori che vengono accompagnati a piedi a scuola da adulti con le stesse modalità (percorsi, fermate) dello scuolabus.
In pratica, i bambini, anziché prendere l'autobus o lo scuolabus, alla fermata si aggregano ad una comitiva guidata da alcuni addetti giungendo fino a scuola, e compiendo il percorso inverso ritornando a casa.

## Storia
Il concetto di pedibus, in inglese walking bus (autobus a piedi), fu inventato e introdotto per la prima volta in Australia nel 1992 dall'ambientalista 
David Engwicht. In Europa il piedibus è stato introdotto in Danimarca negli anni 1990 con lo scopo di promuovere l'esercizio fisico nei bambini, mentre il primo esercizio in Gran Bretagna partì nel 1998 nell'Hertfordshire.
Successivamente è stato proposto, con le stesse caratteristiche del piedibus, il treno di biciclette (bicycle train).
In Italia è stato introdotto per la prima volta nel 2001, nei comuni di Missaglia (LC) e Calolziocorte (LC).

## Caratteristiche
Il piedibus consiste nell'accompagnare a scuola gli studenti a piedi in modo organizzato, accompagnati da adulti volontari sostituendosi principalmente all'uso dell'auto privata ma anche ai servizi di trasporto pubblico o di scuolabus. Si tratta di una mobilità alternativa con fermate predefinite e segnalate da appositi cartelli, accompagnatori, controllori (come sull'autobus), capofila e altre eventuali figure d'accompagnatori, dedicata principalmente agli scolari di minore età per raggiungere la scuola a piedi.
Il Piedibus è organizzato, infatti, come un vero autobus, con linee, fermate, orari, autista, controllore e regolamento: "trasporta" i bambini dalla fermata più vicina a casa fino a scuola in modo sicuro, ecologico e salutare.
Il piedibus prevede fermate, proprio come gli scuolabus, dove gli alunni si raccolgono ad orari previsti, viene fornita la tabella oraria, per essere accompagnati a piedi da adulti volontari o meno a scuola seguendo appositi itinerari fissi. Spesso il servizio è coordinato e seguito dalla polizia locale, o altro personale legato agli enti locali, che si preoccupa di presidiare gli attraversamenti stradali e di vigilare in genere sulla sicurezza del trasporto. Sia i bambini che gli accompagnatori spesso indossano giacchette fluorescenti tutti dello stesso colore (giallo e arancione ma anche verdi o azzurri) per maggior visibilità e sicurezza.
L'organizzazione dei Piedibus è curata da comuni, ASL, scuole o associazioni di genitori o altro spesso in coordinamento tra loro. Il servizio è generalmente affidato a volontari che ne assicurano l'esercizio. Il piedibus è un servizio sempre gratuito (l'unica differenza con l'autobus e lo scuolabus) proprio perché organizzato dai comuni, da associazioni di genitori o di volontari e in linea con le finalità che si prefigge.

## Finalità
La finalità con cui nacque il progetto era essenzialmente di promuovere l'esercizio fisico nei bambini educandoli a muoversi a piedi preferendo, nelle piccole distanze, questa modalità all'auto o al trasporto pubblico. Lo scopo principale è di educare ad una cultura ambientale e salutistica. Ma presto si sono affiancate altre finalità alla base della decisione d promuovere il piedibus. Le associazioni dei genitori, ad esempio, promuovono il piedibus anche per motivi di sicurezza, preferendo che i propri figli si rechino a scuola in compagnia e vigilati, magari per un percorso più lungo ma più sicuro e tutelato. Le associazioni ambientaliste invece preferiscono sottolineare come il piedibus tolga dalle strade le auto dei genitori che compiono il percorso casa-scuola due volte o più al giorno con uno dei due viaggi a carico vuoto, contribuendo anche a un significativo risparmio energetico. Gli insegnanti e gli educatori sottolineano invece l'aspetto aggregativo, di sicurezza anche in funzione anti-bullismo. Ma si sottolinea in generale la maggior sicurezza dei minori nelle grandi città rispetto al più veloce trasporto su autobus o metropolitane con stazioni scarsamente presidiate o molto affollate, potenzialmente più insicure per i minori.
Il progetto in definitiva, nato con lo specifico scopo di combattere il crescente fenomeno dell'obesità infantile, si è rivelato utile anche per promuovere la socializzazione e l'autostima dei bambini e cosa non secondaria ridurre il traffico veicolare nei pressi delle scuole giovando più in generale all'ambiente.

## Nome
In Italia il progetto ha preso il nome di Pedibus, parola che deriva dal latino "Pes, pedis", all'ablativo plurale; quindi il significato letterale è "con i piedi" o "a piedi" (ablativo strumentale).
La parola è nata in analogia a un altro termine molto diffuso in tutto il mondo "Omnibus" (dativo plurale da "Omnis", da tradursi "per tutti"), con cui originariamente si designavano i nostri mezzi di trasporto pubblici, oggi chiamati in modo abbreviato "Bus".